# Джур-Джур (пещера)
Джур-Джур (укр. Джур-Джур, крымскотат. Cur-Cur, Джур-Джур) — карстовая пещера в Крымских горах.

## Описание
Обнаружена в 1965 году спелеологами из Алушты, пройдена в 1966 году. Исследована Комплексной карстовой экспедицией в 1967 году.
Вход в пещеру Джур-Джур располагается между уступами на правом борту долины реки Улу-Узень, на 200 м выше водопада Джур-Джур.
Пещера состоит из главной галереи, которая залегает в пласте песчаника с карбонатным цементом, который, в свою очередь, залегает между пластами верхнеюрских известняков. Она имеет щелевидное или прямоугольное сечение, наклоненное под углом 45 градусов. Галерея пещеры завершается сифоном, из которого вытекает небольшой ручей, который через 40 м уходит в трещину западной стены полости. В центральной части пещеры сифонными каналами с главной галереей соединяются несколько коротких, но широких сухих тупиковых галерей, полностью заложенных в известняке. Опыты с окрашиванием выявили связь подземного ручья с источником в тальвеге долины реки Улу-Узень ниже входа в пещеру. Джур-Джур — единственная из известных пещер на Южном берегу Крыма с подземным протоком. В восточной галерее пещеры находятся частично размытые механические водные отложения (песок, глина), а также сталактиты, сталагмиты и карбонатные натёки.
Пещеру окружает лес, в котором произрастают граб, бук, дуб, липа, рябина, лещина и кизил, есть участки двухвекового леса, где растут скальные дубы и крымские сосны.